# Fodnotepolitikken
Fodnotepolitikken er et begreb, der bruges om dele af den danske sikkerhedspolitik i perioden fra 1982 til 1988. Den første Schlüter-regering ("Firkløverregeringen") blev af Folketingets flertal pålagt at tage afstand fra væsentlige NATO-beslutninger, herunder især den kontroversielle Dobbeltbeslutning; som det første blev regeringen pålagt "at stille fremtidige danske bevillinger til mellemdistanceraketter i bero" i december 1982. Mellem 1982 og 1988 blev der udenom regeringen vedtaget mellem 22 og 28 dagsordener. Politikken blev døbt "fodnotepolitikken" fordi regeringen, meget mod sin vilje, måtte repræsentere folketingsflertallets synspunkter på NATO-møderne, og Danmarks politik blev flettet ind i de generelle bestemmelser som fodnoter, der undtog Danmark fra beslutninger. 

## Forudsætningerne for fodnotepolitikken
At situationen med fodnotepolitikken kunne opstå skyldes dels Folketingets sammensætning i perioden mellem 1982 og 1988, dels den udenrigspolitiske situation. 

### Folketingets sammensætning
Den 10. september 1982 trak Anker Jørgensen sig tilbage som statsminister, og overlod regeringsmagten til Poul Schlüter, der dannede Firkløverregeringen. Der blev ikke udskrevet valg, og Folketingets sammensætning var dermed det samme som før. Firkløverregeringen bestod af Det Konservative Folkeparti, Venstre, Centrum-Demokraterne og Kristeligt Folkeparti, der tilsammen havde 65 mandater. Sammen med Det radikale Venstres 9 mandater og Fremskridtspartiets 16 mandater var der præcis 90 mandater, der støttede regeringen, eller i al fald undlod at kræve regeringens afgang. Imidlertid kunne Det Radikale Venstre også danne flertal sammen med Folketingets venstrefløj, VS, SF og Socialdemokratiet havde tilsammen 85 mandater. Det betød, at Det Radikale Venstre havde muligheden for at føre politik med Folketingets højre- og venstrefløj efter forgodtbefindende. Det Radikale Venstres mulighed for at være "tungen på vægtskålen" holdt frem til Folketingsvalget i 1988.  
Det Radikale Venstre førte i perioden økonomisk politik sammen med regeringen, men var uenige i udenrigspolitikken. Partiet var traditionelt kritikere af NATO og stemte mod medlemskabet i 1949. VS og SF var også traditionelt kritiske overfor NATO-samarbejdet, og socialdemokratiet var i perioden mellem 1982 og 1988 i stigende grad enige med de øvrige tre partier i det, der blev kaldt "det alternative flertal".

### Den udenrigspolitiske situation
En væsentlig årsag til, at partierne fra Radikale Venstre til Venstresocialisterne kunne samarbejde om den udenrigspolitiske situation var den internationale situation. Ronald Reagan sad i hele perioden som præsident for USA, og hans linje var mere konfrontatorisk end tilfældet havde været under Richard Nixon, Gerald Ford og Jimmy Carter. Under antagelsen om, at Sovjetunionen ikke ville kunne følge med i et våbenkapløb med USA arbejdede Reagan på at gøre Den kolde krig bekostelig for Sovjetunionen ved både at øge de militære budgetter, at forsøge at presse priserne på sovjetiske varer ned på verdensmarkedet og at støtte anti-sovjetiske kræfter i verden. Denne strategi påvirkede også beslutningsforslagene i NATO.

## Fodnotepolitikkens indhold
Fodnotepolitikken bestod af 22-28 forslag, der blev vedtaget af "det alternative flertal", som de skiftende Schlüter-regeringer mellem 1982 og 1988 derfor var nødt til at repræsentere i NATO. Ved flere lejligheder fandt det alternative flertal, at regeringen, nærmere bestemt udenrigsminister Uffe Ellemann-Jensen ikke havde efterlevet Folketingets vedtagne politik, og Uffe Ellemann blev derfor i perioden tildelt 80 'næser' for sin håndtering af flertallets mandat.
I perioden blev 28 udenrigspolitiske forslag, stillet af Lasse Budtz, vedtaget. Regeringen stemte imod 14 af forslagene, afstod fra at stemme ved 8 forslag og stemte for de sidste 6. Blandt forslagene kan nævnes:
- Danmarks bidrag til INF (december 1982)
  - Der var i NATO ønske om at opstille mellemdistanceraketter i Vesteuropa som modsvar mod de sovjetiske ditto. Det alternative flertal fandt, at atomoprustning, både i Øst og i Vest, var med til at skabe en øget trussel for menneskeheden, og man lagde derfor vægt på, at alle forhandlingsmuligheder skulle udtømmes, før nye raketter blev opstillet. Derfor vedtog det alternative flertal at fastfryse Danmarks bidrag til dette program. Socialdemokratiet stillede et forslag, og regeringen ønskede at forhandle sig frem til en lempelig tolkning af dette forslag (da VS og SF ellers kunne stille et mere vidtrækkende forslag, der måske kunne få Folketingets opbakning). Resultatet blev, at socialdemokratiet stemte for forslaget, fremskridtspartiet stemte mod forslaget, og resten af Folketinget undlod at stemme.
- Fastfrysning af kernevåbenlagrene (november 1982)
  - Et svensk-mexicansk forslag om at fastfryse antallet af kernevåben skulle behandles på FN's generalforsamling. Regeringen ønskede at stemme mod forslaget (som resten af NATO), mens det alternative flertal ønskede, at man i al fald skulle undlade at stemme. Socialdemokratiet lod nævne, at et mistillidsvotum kunne komme på tale, hvis regeringen stemte nej til forslaget, og regeringen ønskede ikke dette.

- Fremførelse af fire punkter på kommende NATO-møder (maj 1983)
  - Regeringen blev pålagt at fremføre Danmarks holdning på fire punkter om INF-programmet:

1. 1. Vesten måtte acceptere en længere forhandlingsrunde om sovjetiske mellemdistanceraketter
  2. Ingen forberedelse til opstilling måtte finde sted i den mellemliggende periode
  3. De franske og britiske kernevåben skulle tælles med og
  4. Målet måtte være en sovjetisk nedrustning, ikke en vestlig oprustning.

- - Regeringen stemte imod forslaget.
- Aktiv indsats (november 1983)
  - Regeringen pålagdes at arbejde aktivt for at bremse oprustningen i forhold til beslutningen i maj 1983.
- Atomvåbenfri zone (november 1983)
  - En dagsorden, der erklærede dels, at regeringen skulle arbejde aktivt for at Danmark forblev atomvåbenfrit gennem etablering af en nordisk atomvåbenfri zone, dels at NATO-medlemskabet skulle fortsættes, blev vedtaget. Regeringen og SF undlod at stemme, VS og FrP stemte imod, og socialdemokratiet og RV stemte for forslaget.
- Fastfrysning af kernevåbenlagrene (november 1983)
  - Parallelt til situationen i november 1982, men denne gang ønskede regeringen at undlade at stemme, mens det alternative flertal ønskede, at man skulle stemme for forslaget. Igen ønskede regeringen ikke et mistillidsvotum på denne baggrund, og regeringen stemte for forslaget på FN's generalforsamling.
- Nej til raketstationeringen (december 1983)
  - NATO havde påbegyndt opsætningen af mellemdistanceraketter i Vesteuropa, og regeringen blev pålagt at tage afstand til dette på en måde, så det fremgik af referatet af næste møde i NATO.
- Endelig vedtagelse af atomvåbenfri zone (marts 1984)
  - En kort udtalelse blev vedtaget, der bekræftede, at Danmark var tilhænger af en atomvåbenfri zone i Norden
- Genoptagelse af forhandlingerne om mellemdistanceraketter (maj 1984)
  - Regeringen blev pålagt ved enhver lejlighed at arbejde for, at forhandlingerne om mellemdistanceraketter kunne genoptages. Dette indebar blandt andet, at man søgte et stop for den igangværende oprustning med mellemdistanceraketter i Vesteuropa.
- Overholdelse af ABM-traktaten (marts og maj 1985)
  - To udtalelser, der begge gik på, at Danmark var modstander af våben i det ydre rum og pålagde regeringen at arbejde aktivt for disse synspunkter i alle relevante internationale organisationer. Grunden til de to meget nærtliggende beslutninger var, at forsvarsminister Hans Engell på et møde i den Nukleare Planlægningsgruppe (NPG) havde undladt at tage forbehold overfor USA's strategiske forsvarsprogram (SDI).
- Forslag i FN (december 1985)
  - Regeringen blev opfordret til at fremsætte forslag på FN-generalforsamlingen om Øst-Vest-forhandlinger med henblik på at forhindre førstegangsbrug af atomvåben.
- Fordømmelse af prøvesprængninger (april 1986)
  - Et forslag om at fordømme de amerikanske underjordiske atomvåbenprøvesprængninger, idet Sovjet havde erklæret stop for samme, og en opfordring til regeringen om at fremføre denne afstandtagen til kernevåbenmagterne, inklusive USA.

## Konsekvenser af fodnotepolitikken
Der er ikke enighed om, hvad de præcise konsekvenser af fodnotepolitikken var. Blandt støtter til partierne, der udgjorde det alternative flertal, er der generelt set enighed om, at fodnotepolitikken hjalp til, at den kolde krig ikke eskalerede i årene mellem 1982 og 1988. Blandt støtter til regeringen og Fremskridtspartiet (og tilsyneladende også Dansk Folkeparti) er der enighed om, at fodnotepolitikken skadede Danmarks forhold til NATO, og at man satte hele den danske udenrigspolitik i fare, bl.a. med henvisning til, at man i USA opfandt udtrykket “Denmarkization” om en udenrigspolitik, der undsiger brugen af atomvåben. 
I rapporten Danmark under den kolde krig vurderer en ekspertgruppe fra DIIS, at Danmark – trods fodnoterne – fra dannelsen af NATO var et loyalt og engageret medlem af den vestlige forsvarsalliance. 
I opposition til DIIS står bl.a. Bent Jensen, der anser fodnotepolitikken for at have været til stor skade for Danmarks omdømme i NATO og at have udgjort en risiko for landets sikkerhed under den kolde krig. Fodnotepolitikken og dens konsekvenser kan ses som et symbol på "..en værdikamp med VK, Dansk Folkeparti og Bent Jensens Center for Koldkrigsstudier på den ene side, og venstrefløjen, Dansk Institut for Internationale Studier og Jørgen Dragsdahl på den anden." 